# 264号亚利桑那州州道

264号亚利桑那州州道（英語：Arizona State Route 264，SR264）是美国亚利桑那州东北部的一条东西走向的州级公路，全长154.35英里（248.40），西起可可尼諾縣圖巴市接160号美国国道（US160），东至新墨西哥州边界的温多罗克接264号新墨西哥州州道（NM 264），沿线景点有奧拉拜遗址等。